# Molly Kelly
Molly Kelly (nacida Craig, 1917-2004) fue una mujer aborigen mardudjara de Australia, conocida por su escape del asentamiento indígena del río Moore y su caminata de 1,600 km para regresar a su casa.
Su historia fue la inspiración para el libro Follow the Rabbit-Proof Fence, escrito por Doris Pilkington (hija de Molly Kelly). También sirvió como base para la película de 2002 Rabbit-Proof Fence.

## Biografía
Molly Craig nació en Jigalong, Australia Occidental alrededor de 1917. Su madre, Maude fue una mujer aborigen Martu y su padre era Thomas Craig, un australiano blanco, inspector de vallas.
En la década de 1930 Auber Octavius Neville era el principal protector de los aborígenes en esta región de Australia y una de sus tareas era la de ampliar una política que se había iniciado en 1905 de "educar" a los aborígenes. Esto implicó sacar a los niños parcialmente aborígenes de sus familias y criarlos en el mundo "blanco", donde se casarían y tendrían hijos cada vez más blancos, sucesos conocidos como la generación robada.
En 1931, Molly (probablemente de 14 años), su media hermana Daisy (de unos 11 años) y su prima Gracie (de unos 8 años) fueron apartadas de sus familias y transportadas a más de 1,600 km hasta el asentamiento nativo del río Moore, al norte de Perth. Al día siguiente, las tres niñas escaparon a pie y caminaron para encontrar la cerca a prueba de conejos y luego la siguieron hacia el norte de regreso a Jigalong. El 11 de agosto de 1931 las autoridades de Australia Occidental anunciaron la desaparición de las niñas. El viaje fue descrito en el libro Follow the Rabbit-Proof Fence por la hija de Molly, Doris Pilkington Garimara. En 2002, el libro se convirtió en una película, Rabbit-Proof Fence, dirigida por Phillip Noyce.